# Міжнародний союз ковзанярів

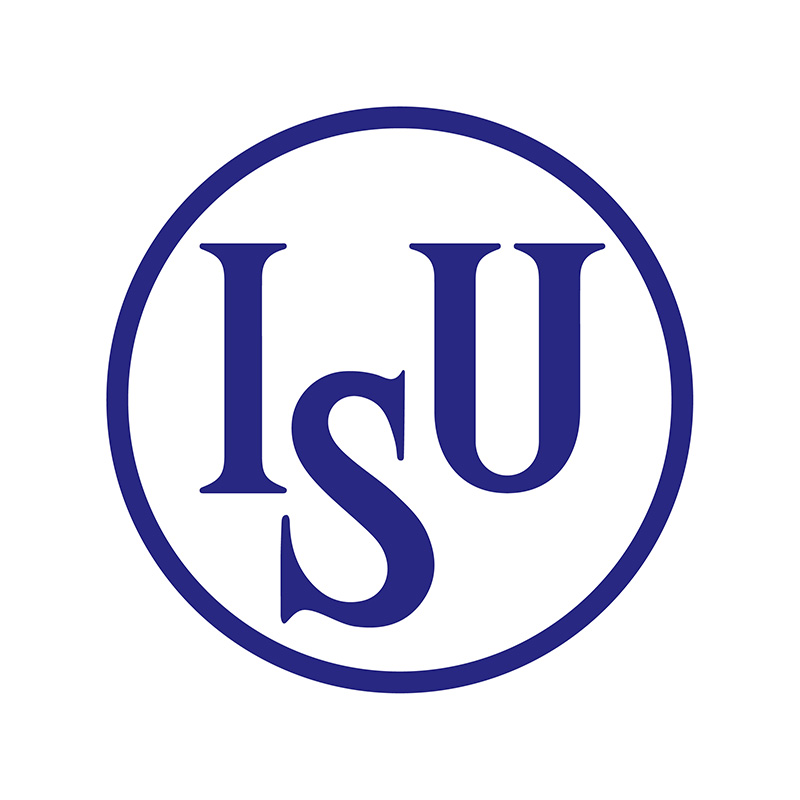
Логотип ISU

Міжнародний союз ковзанярів (ISU — від англ. International Skating Union) — міжнародна спортивна федерація, головний керівний орган ковзанярських видів спорту в світі, до яких належать фігурне катання, ковзанярський спорт і шорт-трек.
Зараз штаб-квартира Міжнародного союзу ковзанярів розташована в Лозанні (Швейцарія), а головою союзу є голландець Ян Дійкема.

## Історія і сучасний стан
Міжнародний союз ковзанярів (ISU) було створено в Шевенінгені (Нідерланди) в 1892 році, відтак союз є однією з найстаріших спортивних федерацій у світі.
Мета діяльності Міжнародного союзу ковзанярів — встановлення і впровадження єдиних правил і нормативів для ковзанярських видів спорту (регламентація), а також організація і проведення міжнародних змагань і турнірів з цих видів спорту, сприяння їх розвитку в світі, та вирішення інших питань, пов'язаних з ковзанярськими видами спорту.
У 1895 році МСК схвалив рішення зосередити свою діяльність виключно на любительських змаганнях з ковзанярських видів спорту.
Перший ковзанярський чемпіонат світу серед любителів від егідою Міжнародного союзу ковзанярів було проведено вже в наступному, 1896, році (у період з 9 по 11 лютого) в Санкт-Петербурзі (Російська імперія).
Тепер проводять різноманітні світові та контингетальні першості з окремих дисциплін трьох основних ковзанярських видів спорту: фігурного катання, ковзанярського спорту та шорт-треку. Численні й інші (в тому числі етапи і фінали Гран-Прі з фігурного катання, етапи Кубка світу з ковзанярського бігу та шорт-треку) змагання.
Станом на літо 2017 року МСК складався з 73держав-членів, з числа яких 11 членів утворюють основний управлінський орган — Керівну раду, яку очолює голова союзу. Відповідно, в цих державах діють власні федерації, часто по декілька — окремо з фігурного катання і ковзанярського спорту. Так, в Україні функціонують Українська Федерація фігурного катання на ковзанах (президент — Людмила Павлівна Супрун) і Федерація ковзанярського спорту України (президент — Сергій Васильович Бродович).
Розгляд питань, пов'язаних з функціонуванням ковзанярських видів спорту у світі, відбувається у формі засідань Міжнародного союзу ковзанярів. Для внесення пропозицій до порядку денного засідань необхідною є передумова підтримки їх з боку 4-5 членів МСК. Пропозиції і питання щодо порядку денного повинні бути схвалені більшістю у дві третини від загалу голосів.

### Президенти МСК
- 1882–1894 — Віллєм Мюлер,  Нідерланди
- 1894–1924 — Віктор Балк,  Швеція
- 1925–1937 — Ульрих Сальхов,  Швеція
- 1937–1945 — Ґерріт ван Лер,  Нідерланди
- 1945–1953 — Герберт Кларк),  Велика Британія
- 1953–1967 — Джеймс Кох,  Швейцарія
- 1967–1967 — Ернст Лабін),  Австрія
- 1967–1980 — Жак Фавар,  Франція
- 1980–1994 — Олаф Паульсен,  Норвегія
- 1994–2016 — Оттавіо Чінкванта,  Італія
- 2016 — дотепер — Ян Дійкема,  Нідерланди

## Міжнародні змагання
Під егідою МСК відбуваються (або відбувалися) такі чемпіонати:
- Ковзанярський спорт:
  - чемпіонат світу з класичного ковзанярського багатоборства;
  - чемпіонат світу з окремих дистанцій ковзанярського бігу (не організовують в роки проведення Зимових Олімпіад);
  - чемпіонат світу зі спринтерського ковзанярського багатоборства;
  - чемпіонат Європи з ковзанярського спорту (з 2017 року в програму чемпіонату входить класичне та спринтерське багатоборство);
  - чемпіонат світу з ковзанярського спорту серед юніорів;
  - чемпіонат світу з шорт-треку;
  - командний чемпіонат світу з шорт-треку (скасований з 2011 року);
  - чемпіонат Європи з шорт-треку;
  - чемпіонат світу з шорт-треку серед юніорів;
  - чемпіонат Пінвічної Америки з ковзанярського спорту.

- Фігурне катання:
  - чемпіонат світу з фігурного катання;
  - чемпіонат світу з фігурного катання серед юніорів;
  - чемпіонат світу з синхронного катання на ковзанах;
  - чемпіонат світу з синхронного катання на ковзанах серед юніорів;
  - чемпіонат Європи з фігурного катання;
  - чемпіонат чотирьох континентів з фігурного катання;
  - командний чемпіонат світу з фігурного катання[5]

## Виноски
1. 1 2  http://static.isu.org/media/165642/constitution-and-general-regulations-version-july-31-2014.pdf
2. ↑  Ice Skating Champions, New York Times, архів оригіналу за 10 листопада 2012, процитовано 29 березня 2009 {{citation}}: Проігноровано невідомий параметр |Date= (можливо, |date=?) (довідка)
3. ↑  Офіційний сайт Української Федерація фігурного катання на ковзанах. Архів оригіналу за 14 жовтня 2019. Процитовано 29 березня 2009.
4. ↑  Офіційний сайт Федерації ковзанярського спорту України. Архів оригіналу за 6 вересня 2013. Процитовано 29 березня 2009.
5. ↑  ISU організує командний Чемпіонат світу з фігурного катання. Архів оригіналу за 15 квітня 2009. Процитовано 29 березня 2009.